# فیلیپوفکا
فیلیپوفکا (انگلیسی: Filippovka) یک شهرک در شهرستان داولکانوفسکی در استان باشقیرستان کشور روسیه است.